# Kwak Sun-young
Dans ce nom coréen, le nom de famille, Kwak, précède le nom personnel.
Kwak Sun-young (hangeul : 곽선영 ; RR : Gwag Seon-yeong ; MR : Kwak Sŏnyŏng ; née le 11 mai 1983) est une actrice sud-coréenne. Elle s'est fait connaître grâce à ses rôles dans Encounter (2018), VIP (2019) et Hospital Playlist (2020).

## Biographie
Kwak Sun-young naît le 11 mai 1983 en Corée du Sud. Elle est diplômée de l'université de Dongguk où elle a suivi les cursus du département de théâtre et d'arts du spectacle. Elle est mariée depuis 2015 et a un fils depuis 2016.
Ce n'est qu'en 2018 que Kwak Sun-young commence sa carrière d'actrice de télévision avec un rôle important dans la série de 32 épisodes Your Honor. De 2018 à 2019, elle incarne le personnage secondaire Jang Mi-jin dans la série dramatique Encounter. En 2019, elle décroche le rôle principal de Song Mi-na dans la série télévisée VIP, qui met en scène les employés d'un grand magasin et pour laquelle elle a été nommée la même année comme meilleure nouvelle actrice aux SBS Drama Awards.
De 2020 à 2021, Kwak Sun-young joue le rôle récurrent de Lee Ik-sun dans la série médicale Hospital Playlist. En 2021, elle joue également le rôle de l'enquêtrice d'assurance Na Je-hee dans la série policière Inspecteur Koo. En 2022, Kwak Sun-young obtient un rôle secondaire dans le rôle de Hwang Ji-hee dans la série Moving, produite pour Disney+.

## Filmographie partielle

### Télévision

#### Séries télévisées
- 2018 : Your Honor (친애하는 판사님께) : Song Ji-yun
- 2018 : Encounter (남자친구) : Jang Mi-jin
- 2019 : My Country: The New Age (나의 나라) : Mère de Han Hee Jae
- 2019 : VIP (브이아이피) : Song Mi-na
- 2020 : Mystic Pop-up Bar (쌍갑포차) : Eun Su / Sun Hwa
- 2020-2021 : Hospital Playlist (슬기로운 의사생활) : Lee Ik-sun
- 2021 : Inspector Koo (구경이) : Na Je-hee
- 2021 : KBS Drama Special - Ordinary Goods (KBS 드라마 스페셜) (saison 12) : Kim Jae-hwa
- 2022 : Behind Every Star (연예인 매니저로 살아남기) : Cheon Je-in
- 2023 : Brain Works (두뇌공조) : Seol So-jung

#### Web-séries
- 2023 : Moving (무빙) : Hwang Ji-hee

## Distinctions
| Cérémonie        | Année | Catégorie                                           | Nominations                        | Résultat   | Ref.  |
| ---------------- | ----- | --------------------------------------------------- | ---------------------------------- | ---------- | ----- |
| SBS Drama Awards | 2019  | Meilleur nouvelle actrice                           | VIP                                | Nomination | [ 2 ] |
| KBS Drama Awards | 2021  | Meilleure actrice dans un court drama/spécial drama | KBS Drama Special – Ordinary Goods | Nomination | [ 3 ] |